# Wolffogebia nhatrangensis
Wolffogebia nhatrangensis is een tienpotigensoort uit de familie van de Upogebiidae. De wetenschappelijke naam van de soort is voor het eerst geldig gepubliceerd in 2001 door Ngoc-Ho, Ngoc-Dung & Phi-Hung.